# Terlinguachelys fishbecki
Terlinguachelys
Genre
Espèce
Terlinguachelys fishbecki, unique représentant du genre Terlinguachelys, est une espèce éteinte de tortues marines, du Crétacé supérieur, découverte au Texas.

## Publication originale
- (en) Thomas M. Lehman et Susan L. Tomlinson, « Terlinguachelys fischbecki, a new genus and species of Sea Turtle (Chelonioidea: Protostegidae) from the Upper Cretaceous of Texas », Journal of Paleontology, Société de paléontologie, vol. 78, no 6,‎ novembre 2004, p. 1163-1178 (ISSN 0022-3360 et 1937-2337, DOI 10.1666/0022-3360(2004)078<1163:TFANGA>2.0.CO;2).